# Schaal Sels 2000
La Schaal Sels 2000, settantacinquesima edizione della corsa, si svolse il 29 agosto 2000 su un percorso di 195 km, con partenza e arrivo a Merksem. Fu vinta dall'olandese Steven de Jongh della Rabobank davanti all'australiano Henk Vogels e al britannico Roger Hammond.

## Ordine d'arrivo (Top 10)
| Pos. | Corridore             | Squadra                             | Tempo    |
| ---- | --------------------- | ----------------------------------- | -------- |
| 1    | Steven de Jongh       | Rabobank                            | 4h24'00" |
| 2    | Henk Vogels           | Mercury                             | s.t.     |
| 3    | Roger Hammond         | Collstrop-De Federale Verzekeringen | s.t.     |
| 4    | Gert Vanderaerden     | Palmans-Ideal                       | s.t.     |
| 5    | Michel Vanhaecke      | Tonissteiner-Landbouwkrediet        | s.t.     |
| 6    | Martin van Steen      | Farm Frites                         | s.t.     |
| 7    | Soren Petersen        | Team Cologne                        | s.t.     |
| 8    | Jürgen Van Roosbroeck | Vlaanderen 2002-Eddy Merckx         | s.t.     |
| 9    | Andy De Smet          | Spar-Oki                            | s.t.     |
| 10   | Uroš Murn             | KRKA-Telekom Slovenije              | s.t.     |